# Ona Baliukonė
Ona Baliukonytė (Onė Baliukonė) (Kančėnai, 1 de abril de 1948 - Vilna, 20 de febrero de 2007) fue una escritora, poeta, pintora lituana. Fue Premio Nacional de la Cultura y las Artes de Lituania en 2004.

## Biografía
Graduada de lengua y literatura lituana en la Universidad de Vilna en 1970, colaboró para el periódico Moksleivis. Fue editora de los semanarios Dialogas y Dienovidis. Desde 1975, fue miembro del Sindicato de Escritores de Lituania. Entre 2000 y 2001 realizó diversas exposiciones de pintura.
Sus primeros poemas (Laukinės vaivorykštės y Viltis) se caracterizan por una apertura emocional, un sentido de unidad humana y natural. En la colección Iš kelio dulkių aumenta el dramatismo, el maximalismo ético, la soledad y la singularidad romántica. En trabajos posteriores (colecciones Tėve mūsų gyvenime y Vaduok) abordó el mundo de la armonía, la tranquilidad, la investigación, la transitoriedad y la oposición metafísica de la eternidad asociada a la experiencia femenina. En Bokštai, Elgetaujanti saulė y Neregio sodai incursiona en motivos cristianos entrelazados con imágenes religiosas orientales.

## Obras
- Laukinės vaivorykštės (poema, Vilna: Vaga, 1971).
- Viltis (poema, Vilna: Vaga, 1976).
- Iš kelio dulkių (poema, Vilna: Vaga, 1982).
- Tėve mūsų gyvenime (poema, Vilna: Vaga, 1986).
- Kelionės fragmentai (ensayo, Vilna: Vaga, 1987).
- Vaduok (poema, Vilna: Vaga, 1994).
- Bokštai (poema, Vilna: Lietuvos rašytojų sąjungos leidykla, 1996).
- Elgetaujanti saulė (poema, Vilna: Lietuvos rašytojų sąjungos leidykla, 1998);
- Neregio sodai (poema, Vilna: Vaga, 2001).
- Širdies neatskiriamasis Monsinjoras Kazimieras Vasiliauskas mūsų atsiminimuose (compilado, 2002).
- Akmuva (poema, Vilna: Vaga, 2003).
- Ant sapnų tilto (ensayo, Vilna: Alma littera, 2003).
- Kopų karalienė (cuento, Vilna: Gimtasis žodis, 2006).
- Išvertė Beinsos Douno (1864–1944) minčių knygą Mokytojas kalba (1997).